# NGC 5701
NGC 5701 (другие обозначения — UGC 9436, MCG 1-37-42, ZWG 47.127, IRAS14368+0534, PGC 52365) — галактика в созвездии Дева.
Этот объект входит в число перечисленных в оригинальной редакции «Нового общего каталога».